# Robert Graßmann

Robert Graßmann

Robert Graßmann (* 8. März 1815 in Stettin; † 14. August 1901 in Stettin; vollständiger Name Siegfried Robert Ludolf Graßmann) war ein deutscher Verleger und Schriftsteller.

## Leben
Graßmann wurde in Stettin geboren, wo sein Vater, der Mathematiker Justus Günther Graßmann, Gymnasiallehrer am Vereinigten Königlichen und Stadtgymnasium war. Er besuchte das Vereinigte Königliche und Stadtgymnasium und studierte dann an der Universität Bonn und an der Friedrich-Wilhelms-Universität zu Berlin. Er trat in seiner Heimatstadt Stettin in den Schuldienst ein, zunächst ab 1841 als Lehrer an der Friedrich-Wilhelms-Schule, dann ab 1843 als Oberlehrer an der Höheren Mädchenschule. 
Im Zuge der Ereignisse von 1848/1849 wandte sich Graßmann der politischen Publizistik zu. Gemeinsam mit seinem Bruder Hermann Graßmann gründete er 1848 die konservativ ausgerichtete Norddeutsche Zeitung als Tageszeitung. Robert Graßmann gab dafür seinen Lehrerberuf auf und widmete sich dem Ausbau des Verlags- und Druckereigeschäfts, während sich Hermann Graßmann bald wieder zurückzog. 
1853 kam es in Graßmanns Druckerei zu einem Unfall, bei dem mehrere Menschen getötet wurden. Er verkaufte die Norddeutsche Zeitung, die später im November 1859 einging, und ging für einige Jahre nach Berlin, kam dann aber nach Stettin zurück. 1865 gründete er den Stettiner Anzeiger, ab 1866 umbenannt in Pommersche Zeitung, ebenfalls 1865 die Stettiner Zeitung und 1877 das Stettiner Tageblatt; alle drei Zeitungen erschienen bis 1910. 1871 trat sein Sohn Gustav Graßmann (* 1846; † 1930) in den Verlag ein und übernahm ihn nach dem Tod seines Vaters.
In Stettin engagierte sich Graßmann von 1872 bis 1890 als Stadtverordneter. Bei der Reichstagswahl 1878 unterstützte er erfolgreich den nationalliberalen Kandidaten Albert Schlutow, der auch 1881 wiedergewählt wurde. Graßmann kämpfte gegen die Freisinnigen wie auch gegen die Sozialdemokratie. So begrüßte er 1887 die Ausweisung von Fritz Herbert, dem Verantwortlichen des sozialdemokratischen Stettiner Volksboten, aus Stettin.
Graßmann war ein vielseitiger Schriftsteller. Er veröffentlichte unter anderem Werke zur Mathematik, ein philosophisches System in zehn Bänden sowie Kampfschriften gegen die römisch-katholische Kirche.

## Schriften (Auswahl)
- Atomistik. 1862.
- Formenlehre der Mathematik. 1872.
- Das Gebäude des Wissens. 10 Bände. 1882–1900.
- Die Christen und die Antichristen in der christlichen Kirche namentlich in der römisch-katholischen Kirche. 1900.